# Batallón de San Blas
El Batallón de San Blas fue un cuerpo de infantería del ejército mexicano que fue fundado el 20 de agosto de 1823 en el puerto de San Blas (Nayarit) con el nombre de Batallón Activo Guardacostas de San Blas. El batallón acudió a diversas acciones de guerra que culminarían durante la Guerra de Intervención Estadounidense. El Batallón participó en la Batalla de Cerro Gordo y en la Batalla de Chapultepec. En ella sobresalió su jefe, el teniente coronel Felipe Santiago Tetlalmatzin Saldaña, quien defendió con alrededor de 400 hombres del batallón el Colegio Militar, batalla en la que perecieron la mayoría de sus hombres incluido él mismo.

## Emblema oficial del Castillo de Chapultepec
La Bandera del H. Batallón de San Blas fue enarbolada durante uno de  los hechos más sobresalientes de la historia de México, por ser tan representativa, la bandera es el emblema oficial desde 1947 del Museo Nacional de Historia ubicado en el Castillo de Chapultepec.

## Sobre la Bandera del Batallón de San Blas
Como caso probablemente único, la vieja insignia del Batallón de San Blas tiene colocados los colores en sentido inverso, es decir; rojo, blanco y verde. 
- Datos: Q4868569